# Petrichus ornatus
Petrichus ornatus là một loài nhện trong họ Philodromidae.
Loài này thuộc chi Petrichus. Petrichus ornatus được miêu tả năm 1942 bởi Schiapelli & Gerschman.